# Andrena elegans
Andrena elegans är en biart som beskrevs av Giraud 1863. Andrena elegans ingår i släktet sandbin, och familjen grävbin. Inga underarter finns listade i Catalogue of Life.